# Lettera di Natale
Lettera di Natale è un film televisivo del 2015, diretto da Terry Ingram e tratto dal romanzo The Christmas Note di Donna VanLiere.

## Trama
Nella speranza di riallacciare i rapporti con le persone che hanno fatto parte del suo passato, Gretchen Daniels fa ritorno nella sua città natale con il figlio Ethan. Dopo aver stretto amicizia con la vicina di casa Melissa, Gretchen aiuterà la donna a ritrovare il fratello che ignorava di avere.

## Differenze tra il libro e il film
- Nel libro Gretchen ha due figli (Ethan ed Emma) mentre nel film ne ha solo uno (Ethan).
- Nel libro la famiglia si trasferisce a Grandon; nel film la città è Wilsonville.
- Nel libro Ramona è descritta come grande consumatrice di sostanze (principalmente alcol), sessualmente promiscua e verbalmente e fisicamente violenta nei confronti di Melissa, inoltre è indicata vivere in un appartamento sterile, scadente e trasandato; nel film è ritratta come una maniaca del lavoro (anche se la sua relazione con Melissa era turbata) e viveva in un appartamento ben tenuto con una discreta quantità di beni al momento della sua morte.
- Nel libro Melissa lavora sia per un negozio locale che per l'avvocato; nel film Melissa lavora solo nel negozio locale.
- Nel libro Ramona rivela nella nota che Melissa ha due fratelli (un fratello e una sorella); nel film la sua nota menziona solo un fratello di genere non rivelato.